# Kunstakademiets Kunstskole for Kvinder

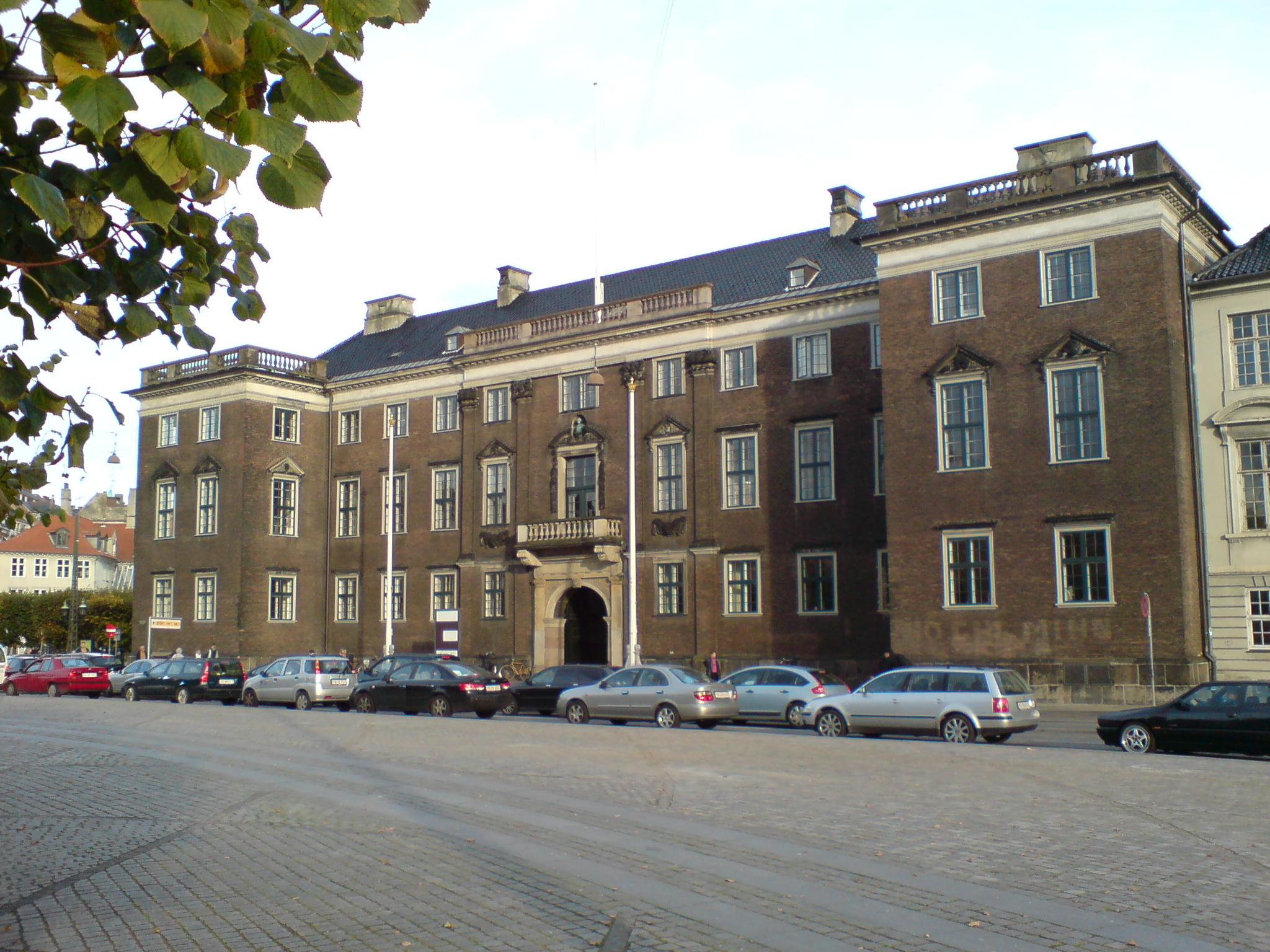
Schloss Charlottenborg, 2007

Kunstakademiets Kunstskole for Kvinder (deutsch Kunstakademie-Kunstschule für Frauen) wurde gegründet im Jahr 1888 unter dem Namen Den med akademiet forbundne Kvindeskole, (deutsch Die mit der Akademie verbundene Frauenschule) als eine Frauenschule, die mit der Det Kongelige Danske Kunstakademi (deutsch Die Königliche Dänische Kunstakademie) verbunden war.

## Geschichte
Vor 1888 durften Frauen nicht am Unterricht der Akademie der Bildenden Künste teilnehmen, sondern waren auf den Privatunterricht oder die Zeichen- und Kunstgewerbeschule für Frauen (dänisch Tegne- og Kunstindustriskolen for Kvinder) beschränkt.
Die Frage, ob Frauen Zugang zu den Schulen der Akademie der Schönen Künste haben sollten, entstand Anfang der 1870er Jahre, insbesondere auf Wunsch von Dansk Kvindesamfund (deutsch Dänische Frauengesellschaft). Als Frauen im öffentlichen Raum sichtbarer wurden und infolge der Industrialisierung auf dem Arbeitsmarkt immer mehr gebraucht wurden, wuchs der Bedarf an einer gründlicheren, institutionellen Bildung für Frauen.
1873 schlug Direktor Meldahl dem Schulrat vor, Frauen Zugang zum Zeichenunterricht zu gewähren. Mehrere Dozenten der Akademie standen der Idee positiv gegenüber, einige empfahlen sogar die Einführung eines gemeinsamen Unterrichts. Aufgrund der Platzverhältnisse wurde der Wunsch nach einer Frauenschule an der Akademie jedoch zunächst nicht verwirklicht.
Als der Architekt Vilhelm Klein (1835–1913) gemeinsam mit seiner Frau Charlotte Klein (1834–1915) im Jahr 1876 die Zeichen- und Kunstgewerbeschule für Frauen gründete, war es für die Akademie daher günstig, sich darauf zu berufen, wenn jemand in den kommenden Jahren eine Frauenschule forderte. Hinter der Zeichenschule stand auch die Organisation Dansk Kvindesamfund, die u. a. die Beschäftigungsmöglichkeiten von Frauen in den Unternehmen der Kunstindustrie stärken wollte.
Dansk Kvindesamfund und insbesondere Johanne Krebs (1848–1924) und Augusta Dohlmann (1847–1914) waren Befürworter davon, dass Frauen dieselben Rechte und Möglichkeiten wie die Männer bekamen. Ihre Kritik wurde zunehmend von politischen Parteien unterstützt, und im Herbst 1888 eröffnete die Kunstschule für Frauen, an der Johanne Krebs die Funktion einer Direktorin übernahm. Als Lehrer an der Kunstschule waren der Maler Viggo Johansen (1851–1935) und der Bildhauer August Saabye (1823–1916) angestellt. Ein weiterer bekannter Lehrer an der Mädchenschule war Valdemar Irminger (1850–1938), der ab 1906 unterrichtete.
Die Frauenschule befand sich zunächst in gemieteten Räumlichkeiten in Kopenhagen in der Amaliegade 30, zog aber 1897 in einen Teil von Schloss Charlottenborg um. Die Kunstschule für Frauen bekam einen eigenen Vorstand, aber keine eigenen Professoren.
Im Jahr 1908 fusionierte die Kunstschule für Frauen mit Det Kongelige Danske Kunstakademi, und Studentinnen wurden direkt in die Akademie der Bildenden Künste aufgenommen. In Fächern mit Aktzeichnungsunterricht blieben die Geschlechter jedoch getrennt.

## Prominente Schülerinnen der Kunstschule für Frauen
- Helga Ancher
- Karen Blixen
- Hedvig Collin
- Emilie Demant Hatt
- Marie Henriques
- Helvig Kinch
- Elise Konstantin-Hansen
- Agnes Lunn
- Julie Meldahl
- Anne Marie Carl Nielsen
- Ingeborg Rode
- Charlotte Sode

## Bilder

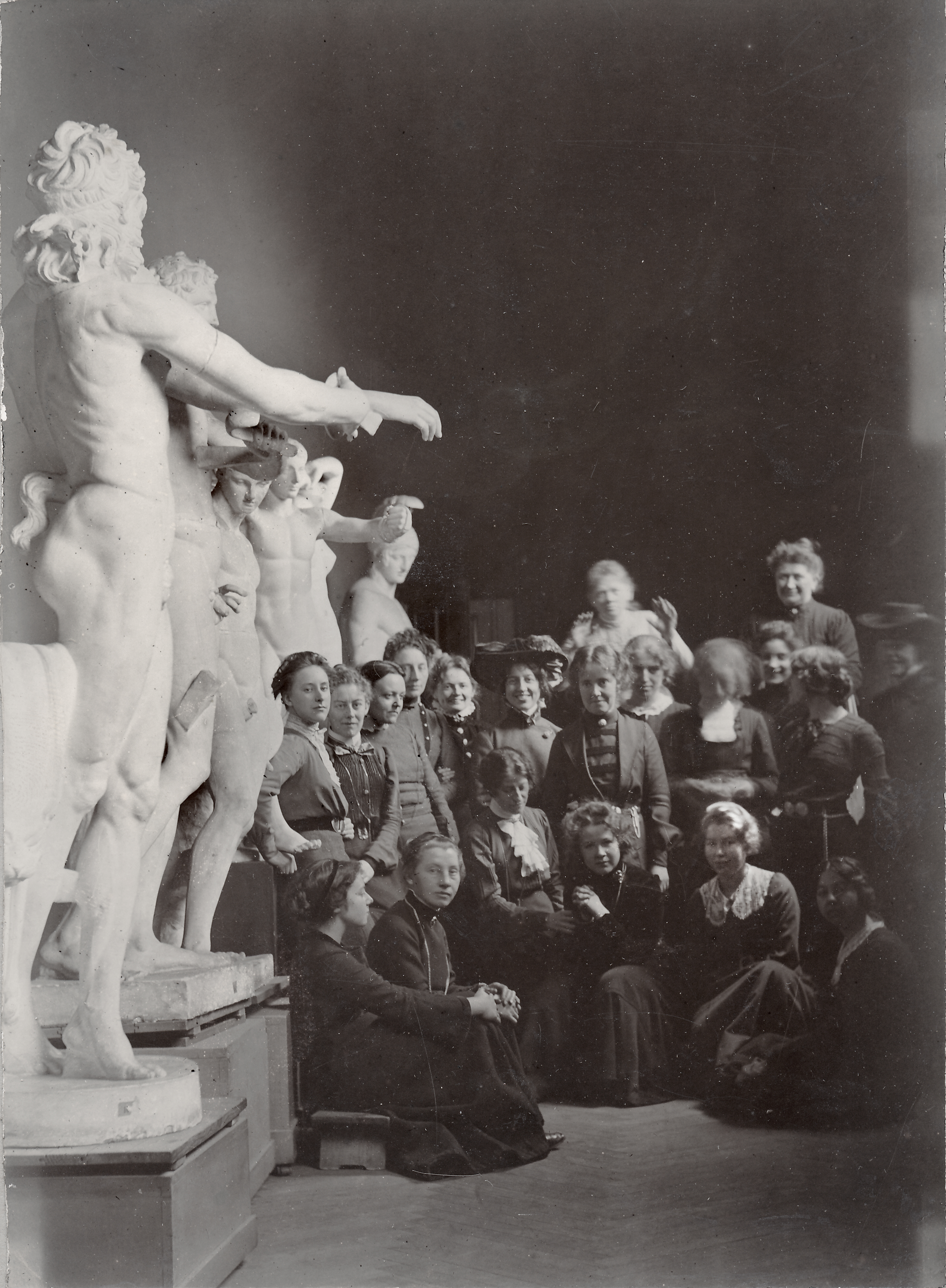
Helga Ancher an der Kunstakademiets Kunstskole for Kvinder.
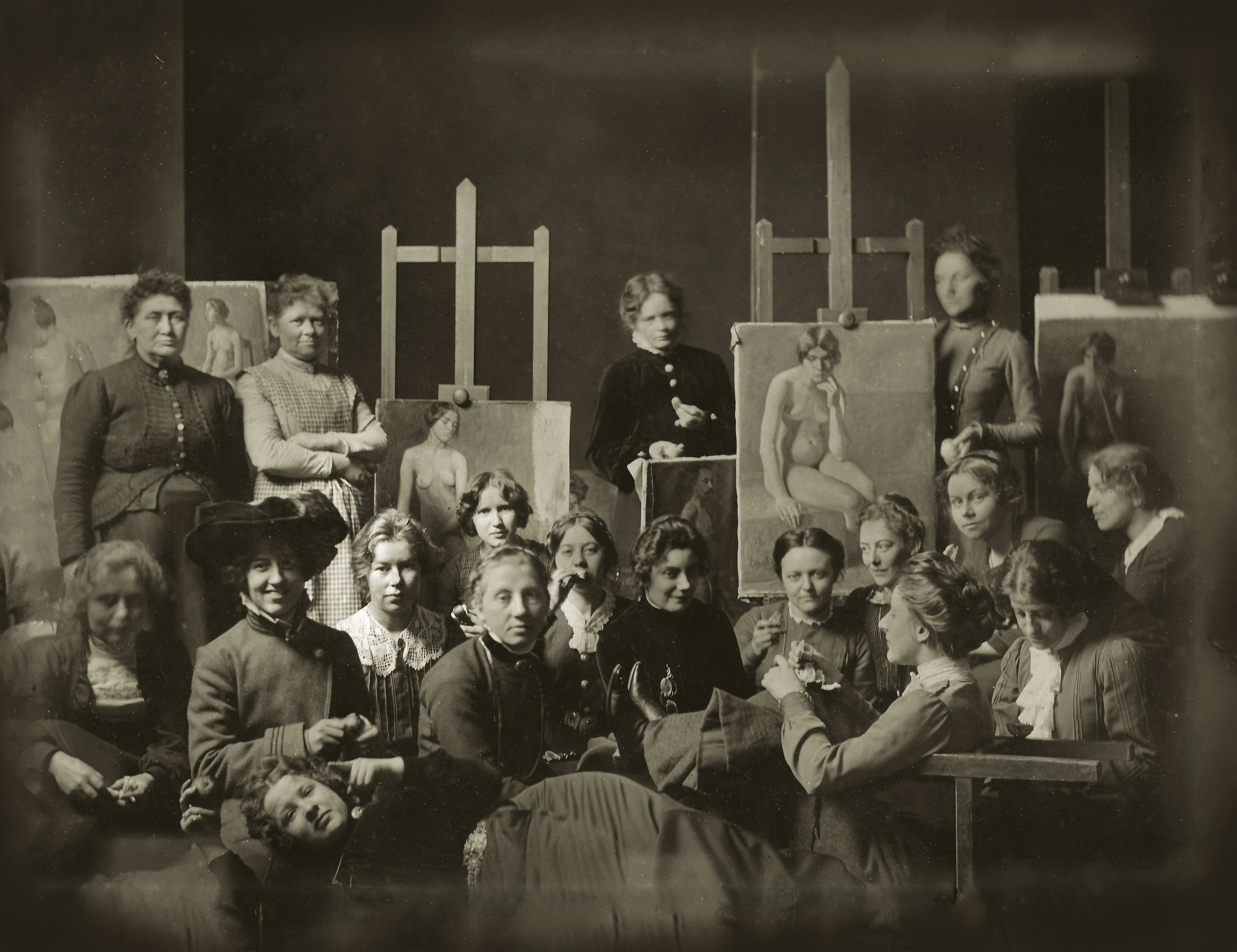
Helga Ancher in der Modelklasse an der Kunstakademiets Kunstskole for Kvinder.
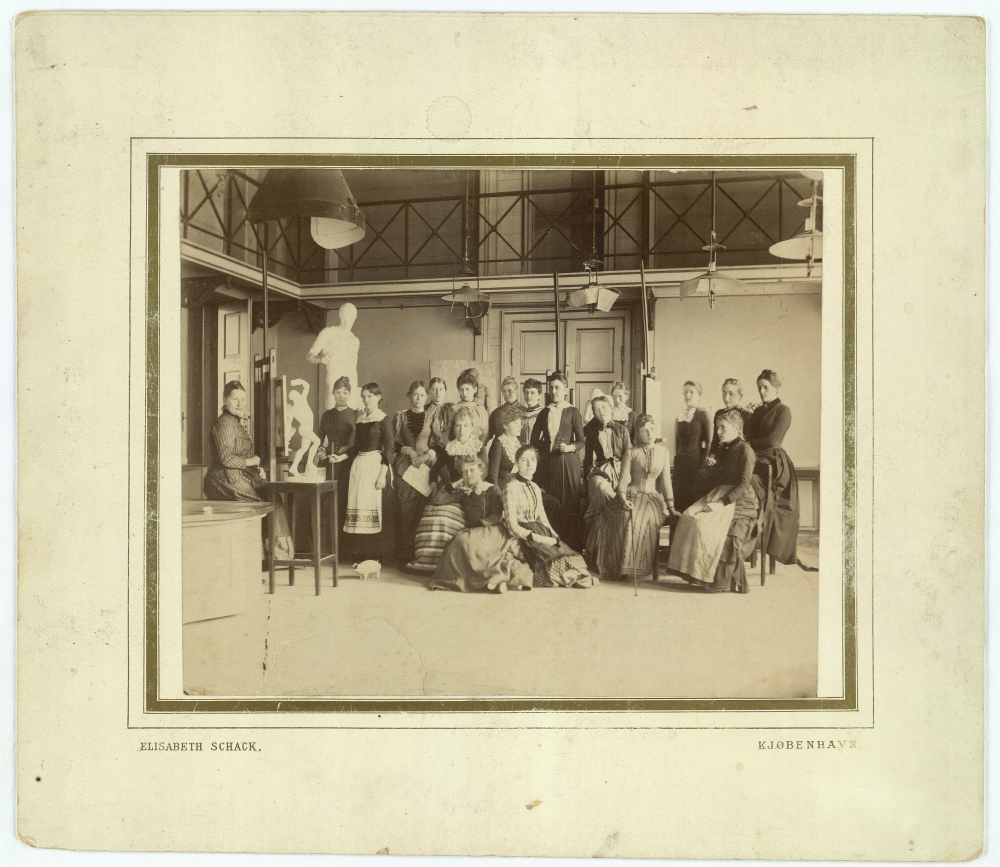
Frauenakademie ca. 1885, Foto: Elisabeth Schack